# Vizianagaram (distrikt)
Vizianagaram District är ett distrikt i Indien.   Det ligger i delstaten Andhra Pradesh, i den sydöstra delen av landet, 1 300 km sydost om huvudstaden New Delhi. Antalet invånare är 2 344 474. Arean är 6 539 kvadratkilometer. Vizianagaram District gränsar till Koraput.
Terrängen i Vizianagaram District är varierad.
Följande samhällen finns i Vizianagaram District:
- Vizianagaram
- Bobbili
- Pārvatīpuram
- Sālūr
- Srungavarapukota
- Nellimarla
- Rāmabhadrapuram